# Xã Leslie, Quận Carroll, Missouri
Xã Leslie (tiếng Anh: Leslie Township) là một xã thuộc quận Carroll, tiểu bang Missouri, Hoa Kỳ. Năm 2010, dân số của xã này là 143 người.